# Hugo III de Chipre
Hugo III (en francés: Hugues; c. 1235-Tiro, 24 de marzo de 1284), también llamado Hugo de Antioquía-Lusignan y el Grande, fue rey de Chipre desde 1267 y rey de Jerusalén desde 1268. Nacido en la familia de los príncipes de Antioquía, gobernó efectivamente ambos reinos como regente de los reyes menores de edad Hugo II de Chipre y Conrado III de Jerusalén durante varios años. Prevaleciendo las pretensiones de su primo Hugo de Brienne, sucedió a los dos jóvenes monarcas tras su muerte y parecía dispuesto a ser un líder político y militar eficaz.
Como primer rey residente de Jerusalén desde la década de 1220, Hugo intentó restaurar el dominio real, reafirmar su autoridad sobre los vasallos continentales cada vez más independientes y evitar una mayor pérdida de territorio a manos de los mamelucos egipcios. Las alianzas matrimoniales le brindaron la lealtad de las familias nobles más poderosas, los Ibelín y los Montfort, pero sus esfuerzos en el continente estaban condenados al fracaso por la hostilidad de los comerciantes venecianos y los caballeros templarios. Sus vasallos insulares, por otro lado, resintieron su determinación de desplegar ejércitos chipriotas en defensa de los Estados cruzados. En 1275 no logró establecerse como regente del Condado de Trípoli. Lo más problemático es que el derecho de Hugo al trono de Jerusalén fue desafiado por su tía María de Antioquía, quien vendió su reclamo a Carlos de Anjou en 1277. Con el apoyo de los venecianos y los templarios, Carlos rápidamente tomó Acre, la única ciudad real que quedaba en el continente. Después de dos intentos fallidos de recuperar Acre, Hugo murió en Tiro, una ciudad continental en poder de los leales Montfort. Fue sucedido por su hijo Juan I.

## Orígenes
Hugo era hijo de Isabel de Chipre y Enrique de Antioquía, quienes se casaron hacia 1233. Su madre era hermana del rey Enrique I de Chipre, mientras que su padre era el benjamín del príncipe Bohemundo IV de Antioquía. La abuela materna de Hugo, Alicia de Champaña, fue una reclamante sin éxito al Reino de Jerusalén. Como heredera presuntiva de su sobrino nieto, Conrado II de Jerusalén, fue seleccionada para gobernar el reino como regente en 1243. Murió en 1246 y la regencia pasó a su hijo, Enrique I de Chipre, pasando por alto el reclamo de su media hermana Melisenda de Chipre. El rey Enrique gobernó el reino continental como regente hasta su muerte en 1253.
Su madre lo educó junto con su primo Hugo de Brienne, hijo de su hermana mayor fallecida, María. Se casó con Isabel de Ibelin, que estaba relacionada con la principal nobleza del Reino de Jerusalén. El matrimonio, o al menos un compromiso matrimonial, tuvo lugar en 1255, cuando se emitió una dispensa. Hugo era apuesto y encantador, pero estaba en desventaja por su mal genio y falta de tacto.

## Regencia
| \| \| \| \| \| \| \| \| \| \| \| \| \| \| \| \| \| \| \| \| \| \| \| \| \| Isabel de Jerusalén \| \| \| \| \| \| \| \| \| \| \| \| \| \| \| \| \| \| \| \| \| \| \| \| \| \| \| \| \| \| \| \| \| \| \| \| \| \| \| \| \| \| \| \| \| \| \| \| \| \| \| \| \| \| \| \| \| \| \| \| \| \| \| \| \| \| \| \| \| \| \| \| \| \| \| \| \| \| \| \| \| \| \| \| \| \| \| \| \| \| \| \| \| \| \| \| \| \| \| \| \| \| \| \| \| \| \| \| \| \| \| \| \| \| \| \| \| \| \| \| \| \| \| \| \| \| \| \| \| \| \| \| \| \| \| \| \| \| \| \| \| \| \| \| \| \| \| \| \| \| \| \| \| \| \| \| \| \| \| \| \| \| \| \| \| \| \| \| \| \| \| \| \| \| \| \| \| \| \| \| \| \| \| María de Jerusalén \| María de Jerusalén \| María de Jerusalén \| María de Jerusalén \| María de Jerusalén \| María de Jerusalén \| \| \| \| \| \| \| Alicia de Champaña \| Alicia de Champaña \| Alicia de Champaña \| Alicia de Champaña \| Alicia de Champaña \| Alicia de Champaña \| \| \| Hugo I de Chipre \| Hugo I de Chipre \| Hugo I de Chipre \| Hugo I de Chipre \| Hugo I de Chipre \| Hugo I de Chipre \| \| \| \| \| \| \| Plasencia Embriaco \| Plasencia Embriaco \| Plasencia Embriaco \| Plasencia Embriaco \| Plasencia Embriaco \| Plasencia Embriaco \| \| \| Bohemundo IV de Antioquía \| Bohemundo IV de Antioquía \| Bohemundo IV de Antioquía \| Bohemundo IV de Antioquía \| Bohemundo IV de Antioquía \| Bohemundo IV de Antioquía \| \| \| Melisenda de Chipre \| Melisenda de Chipre \| Melisenda de Chipre \| Melisenda de Chipre \| Melisenda de Chipre \| Melisenda de Chipre \| \| \| \| \| \| \| \| \| \| \| \| \| \| \| \| María de Jerusalén \| María de Jerusalén \| María de Jerusalén \| María de Jerusalén \| María de Jerusalén \| María de Jerusalén \| \| \| \| \| \| \| Alicia de Champaña \| Alicia de Champaña \| Alicia de Champaña \| Alicia de Champaña \| Alicia de Champaña \| Alicia de Champaña \| \| \| Hugo I de Chipre \| Hugo I de Chipre \| Hugo I de Chipre \| Hugo I de Chipre \| Hugo I de Chipre \| Hugo I de Chipre \| \| \| \| \| \| \| Plasencia Embriaco \| Plasencia Embriaco \| Plasencia Embriaco \| Plasencia Embriaco \| Plasencia Embriaco \| Plasencia Embriaco \| \| \| Bohemundo IV de Antioquía \| Bohemundo IV de Antioquía \| Bohemundo IV de Antioquía \| Bohemundo IV de Antioquía \| Bohemundo IV de Antioquía \| Bohemundo IV de Antioquía \| \| \| Melisenda de Chipre \| Melisenda de Chipre \| Melisenda de Chipre \| Melisenda de Chipre \| Melisenda de Chipre \| Melisenda de Chipre \| \| \| \| \| \| \| \| \| \| \| \| \| \| \| \| \| \| \| \| \| \| \| \| \| \| \| \| \| \| \| \| \| \| \| \| \| \| \| \| \| \| \| \| \| \| \| \| \| \| \| \| \| \| \| \| \| \| \| \| \| \| \| \| \| \| \| \| \| \| \| \| \| \| \| \| \| \| \| \| \| \| \| \| \| \| \| \| \| \| \| \| \| \| \| \| \| \| \| \| \| \| \| \| \| \| \| \| \| \| \| \| \| \| \| \| \| \| \| \| \| \| \| \| \| \| \| \| \| \| \| \| \| \| \| \| \| \| \| \| \| \| \| \| \| \| \| \| \| \| \| \| \| \| \| \| \| \| \| \| \| \| \| \| \| \| \| \| \| \| \| \| \| \| \| \| \| \| \| \| \| \| \| \| \| \| Bohemundo V de Antioquía \| \| \| \| \| \| \| \| \| \| \| \| \| \| \| \| \| \| \| \| \| \| \| \| \| \| \| \| \| \| \| \| \| \| \| \| \| Isabel II de Jerusalén \| Isabel II de Jerusalén \| Isabel II de Jerusalén \| Isabel II de Jerusalén \| Isabel II de Jerusalén \| Isabel II de Jerusalén \| \| \| María de Chipre \| María de Chipre \| María de Chipre \| María de Chipre \| María de Chipre \| María de Chipre \| \| \| Enrique I de Chipre \| Enrique I de Chipre \| Enrique I de Chipre \| Enrique I de Chipre \| Enrique I de Chipre \| Enrique I de Chipre \| \| \| Isabel de Chipre \| Isabel de Chipre \| Isabel de Chipre \| Isabel de Chipre \| Isabel de Chipre \| Isabel de Chipre \| \| \| \| \| \| \| \| \| \| \| \| \| Enrique de Antioquía \| Enrique de Antioquía \| Enrique de Antioquía \| Enrique de Antioquía \| Enrique de Antioquía \| Enrique de Antioquía \| \| \| María de Antioquía \| María de Antioquía \| María de Antioquía \| María de Antioquía \| María de Antioquía \| María de Antioquía \| \| \| \| \| \| \| \| \| \| \| \| \| \| Isabel II de Jerusalén \| Isabel II de Jerusalén \| Isabel II de Jerusalén \| Isabel II de Jerusalén \| Isabel II de Jerusalén \| Isabel II de Jerusalén \| \| \| \| María de Chipre \| María de Chipre \| María de Chipre \| María de Chipre \| María de Chipre \| \| \| Enrique I de Chipre \| Enrique I de Chipre \| Enrique I de Chipre \| Enrique I de Chipre \| Enrique I de Chipre \| Enrique I de Chipre \| \| \| Isabel de Chipre \| Isabel de Chipre \| Isabel de Chipre \| Isabel de Chipre \| Isabel de Chipre \| Isabel de Chipre \| \| \| \| \| \| \| \| \| \| \| \| \| Enrique de Antioquía \| Enrique de Antioquía \| Enrique de Antioquía \| Enrique de Antioquía \| Enrique de Antioquía \| Enrique de Antioquía \| \| \| María de Antioquía \| María de Antioquía \| María de Antioquía \| María de Antioquía \| María de Antioquía \| María de Antioquía \| \| \| \| \| \| \| \| \| \| \| \| \| \| \| \| \| \| \| \| \| \| \| \| \| \| \| \| \| \| \| \| \| \| \| \| \| \| \| \| \| \| \| \| \| \| \| \| \| \| \| \| \| \| \| \| \| \| \| \| \| \| \| \| \| \| \| \| \| \| \| \| \| \| \| \| \| \| \| \| \| \| \| \| \| \| \| \| \| \| \| \| \| \| \| \| \| \| \| \| \| \| \| \| \| \| \| \| \| \| \| \| \| \| \| \| \| \| \| \| \| \| \| \| \| \| \| \| \| \| \| \| \| \| \| \| \| \| \| \| \| \| \| \| \| \| \| \| \| \| \| \| \| \| \| \| \| \| \| \| \| \| \| \| \| \| \| \| \| \| \| \| \| \| \| \| \| \| Plasencia de Antioquía \| Plasencia de Antioquía \| Plasencia de Antioquía \| Plasencia de Antioquía \| Plasencia de Antioquía \| Plasencia de Antioquía \| \| \| Bohemundo VI de Antioquía \| Bohemundo VI de Antioquía \| Bohemundo VI de Antioquía \| Bohemundo VI de Antioquía \| Bohemundo VI de Antioquía \| Bohemundo VI de Antioquía \| \| \| \| \| \| \| \| \| \| \| \| \| \| \| \| \| \| \| \| \| \| \| \| \| \| \| \| \| \| \| \| \| \| \| \| \| \| \| \| \| \| \| \| \| \| \| \| \| \| \| \| \| \| \| \| Plasencia de Antioquía \| Plasencia de Antioquía \| Plasencia de Antioquía \| Plasencia de Antioquía \| Plasencia de Antioquía \| Plasencia de Antioquía \| \| \| Bohemundo VI de Antioquía \| Bohemundo VI de Antioquía \| Bohemundo VI de Antioquía \| Bohemundo VI de Antioquía \| Bohemundo VI de Antioquía \| Bohemundo VI de Antioquía \| \| \| \| \| \| \| \| \| \| \| \| \| \| \| \| \| \| \| \| \| \| \| \| \| \| \| \| \| \| Conrado II de Jerusalén \| Conrado II de Jerusalén \| Conrado II de Jerusalén \| Conrado II de Jerusalén \| Conrado II de Jerusalén \| Conrado II de Jerusalén \| \| \| Hugo de Brienne \| Hugo de Brienne \| Hugo de Brienne \| Hugo de Brienne \| Hugo de Brienne \| Hugo de Brienne \| \| \| \| \| \| \| \| \| Hugo II de Chipre \| Hugo II de Chipre \| Hugo II de Chipre \| Hugo II de Chipre \| Hugo II de Chipre \| Hugo II de Chipre \| \| \| \| \| \| \| \| \| \| \| Hugo III de Chipre \| Hugo III de Chipre \| Hugo III de Chipre \| Hugo III de Chipre \| Hugo III de Chipre \| Hugo III de Chipre \| \| \| \| \| \| \| \| \| \| \| \| \| \| \| \| \| \| \| \| \| \| \| \| \| \| Conrado II de Jerusalén \| Conrado II de Jerusalén \| Conrado II de Jerusalén \| Conrado II de Jerusalén \| Conrado II de Jerusalén \| Conrado II de Jerusalén \| \| \| Hugo de Brienne \| Hugo de Brienne \| Hugo de Brienne \| Hugo de Brienne \| Hugo de Brienne \| Hugo de Brienne \| \| \| \| \| \| \| \| \| Hugo II de Chipre \| Hugo II de Chipre \| Hugo II de Chipre \| Hugo II de Chipre \| Hugo II de Chipre \| Hugo II de Chipre \| \| \| \| \| \| \| \| \| \| \| Hugo III de Chipre \| Hugo III de Chipre \| Hugo III de Chipre \| Hugo III de Chipre \| Hugo III de Chipre \| Hugo III de Chipre \| \| \| \| \| \| \| \| \| \| \| \| \| \| \| \| \| \| \| \| \| \| \| \| \| \| \| \| \| \| \| \| \| \| \| \| \| \| \| \| \| \| \| \| \| \| \| \| \| \| \| \| \| \| \| \| \| \| \| \| \| \| \| \| \| \| \| \| \| \| \| \| \| \| \| \| \| \| \| \| \| \| \| \| \| \| \| \| \| \| \| \| \| \| \| Conrado III de Jerusalén \| Conrado III de Jerusalén \| Conrado III de Jerusalén \| Conrado III de Jerusalén \| Conrado III de Jerusalén \| Conrado III de Jerusalén \| \| \| \| \| \| \| \| \| \| \| \| \| \| \| \| \| \| \| \| \| \| \| \| \| Bohemundo VII de Antioquía \| Bohemundo VII de Antioquía \| Bohemundo VII de Antioquía \| Bohemundo VII de Antioquía \| Bohemundo VII de Antioquía \| Bohemundo VII de Antioquía \| \| \| Lucía de Trípoli \| Lucía de Trípoli \| Lucía de Trípoli \| Lucía de Trípoli \| Lucía de Trípoli \| Lucía de Trípoli \| \| \| \| \| \| \| \| \| \| \| \| \| \| \| \| \| \| \| \| \| \| \| \| \| |                          |                          |                          |                          |                          |  |  |                 |                 |                 |                 |                    |                    |                    |                    |                     |                     |                     |                     |                     |                     |                   |                   |                     |                   |                        |                        |                        |                        |                            |                            |                            |                            |                            |                            |                           |                           |                           |                           |                           |                           |                           |                           |                           |                           |                      |                      |                     |                     |                     |                     |                     |                     |                    |                    |  |  |  |  |  |  |  |  |  |  |  |  |
| |                          |                          |                          |                          |                          |  |  |                 |                 |                 |                 |                    |                    |                    |                    |                     |                     |                     |                     |                     |                     |                   |                   | Isabel de Jerusalén |                   |                        |                        |                        |                        |                            |                            |                            |                            |                            |                            |                           |                           |                           |                           |                           |                           |                           |                           |                           |                           |                      |                      |                     |                     |                     |                     |                     |                     |                    |                    |  |  |  |  |  |  |  |  |  |  |  |  |
| |                          |                          |                          |                          |                          |  |  |                 |                 |                 |                 |                    |                    |                    |                    |                     |                     |                     |                     |                     |                     |                   |                   |                     |                   |                        |                        |                        |                        |                            |                            |                            |                            |                            |                            |                           |                           |                           |                           |                           |                           |                           |                           |                           |                           |                      |                      |                     |                     |                     |                     |                     |                     |                    |                    |  |  |  |  |  |  |  |  |  |  |  |  |
| |                          |                          |                          |                          |                          |  |  |                 |                 |                 |                 |                    |                    |                    |                    |                     |                     |                     |                     |                     |                     |                   |                   |                     |                   |                        |                        |                        |                        |                            |                            |                            |                            |                            |                            |                           |                           |                           |                           |                           |                           |                           |                           |                           |                           |                      |                      |                     |                     |                     |                     |                     |                     |                    |                    |  |  |  |  |  |  |  |  |  |  |  |  |
| María de Jerusalén | María de Jerusalén       | María de Jerusalén       | María de Jerusalén       | María de Jerusalén       | María de Jerusalén       |  |  |                 |                 |                 |                 | Alicia de Champaña | Alicia de Champaña | Alicia de Champaña | Alicia de Champaña | Alicia de Champaña  | Alicia de Champaña  |                     |                     | Hugo I de Chipre    | Hugo I de Chipre    | Hugo I de Chipre  | Hugo I de Chipre  | Hugo I de Chipre    | Hugo I de Chipre  |                        |                        |                        |                        |                            |                            | Plasencia Embriaco         | Plasencia Embriaco         | Plasencia Embriaco         | Plasencia Embriaco         | Plasencia Embriaco        | Plasencia Embriaco        |                           |                           | Bohemundo IV de Antioquía | Bohemundo IV de Antioquía | Bohemundo IV de Antioquía | Bohemundo IV de Antioquía | Bohemundo IV de Antioquía | Bohemundo IV de Antioquía |                      |                      | Melisenda de Chipre | Melisenda de Chipre | Melisenda de Chipre | Melisenda de Chipre | Melisenda de Chipre | Melisenda de Chipre |                    |                    |  |  |  |  |  |  |  |  |  |  |  |  |
| María de Jerusalén | María de Jerusalén       | María de Jerusalén       | María de Jerusalén       | María de Jerusalén       | María de Jerusalén       |  |  |                 |                 |                 |                 | Alicia de Champaña | Alicia de Champaña | Alicia de Champaña | Alicia de Champaña | Alicia de Champaña  | Alicia de Champaña  |                     |                     | Hugo I de Chipre    | Hugo I de Chipre    | Hugo I de Chipre  | Hugo I de Chipre  | Hugo I de Chipre    | Hugo I de Chipre  |                        |                        |                        |                        |                            |                            | Plasencia Embriaco         | Plasencia Embriaco         | Plasencia Embriaco         | Plasencia Embriaco         | Plasencia Embriaco        | Plasencia Embriaco        |                           |                           | Bohemundo IV de Antioquía | Bohemundo IV de Antioquía | Bohemundo IV de Antioquía | Bohemundo IV de Antioquía | Bohemundo IV de Antioquía | Bohemundo IV de Antioquía |                      |                      | Melisenda de Chipre | Melisenda de Chipre | Melisenda de Chipre | Melisenda de Chipre | Melisenda de Chipre | Melisenda de Chipre |                    |                    |  |  |  |  |  |  |  |  |  |  |  |  |
| |                          |                          |                          |                          |                          |  |  |                 |                 |                 |                 |                    |                    |                    |                    |                     |                     |                     |                     |                     |                     |                   |                   |                     |                   |                        |                        |                        |                        |                            |                            |                            |                            |                            |                            |                           |                           |                           |                           |                           |                           |                           |                           |                           |                           |                      |                      |                     |                     |                     |                     |                     |                     |                    |                    |  |  |  |  |  |  |  |  |  |  |  |  |
| |                          |                          |                          |                          |                          |  |  |                 |                 |                 |                 |                    |                    |                    |                    |                     |                     |                     |                     |                     |                     |                   |                   |                     |                   |                        |                        |                        |                        |                            |                            |                            |                            |                            |                            |                           |                           |                           |                           |                           |                           |                           |                           |                           |                           |                      |                      |                     |                     |                     |                     |                     |                     |                    |                    |  |  |  |  |  |  |  |  |  |  |  |  |
| |                          |                          |                          |                          |                          |  |  |                 |                 |                 |                 |                    |                    |                    |                    |                     |                     |                     |                     |                     |                     |                   |                   |                     |                   |                        |                        |                        |                        |                            |                            | Bohemundo V de Antioquía   |                            |                            |                            |                           |                           |                           |                           |                           |                           |                           |                           |                           |                           |                      |                      |                     |                     |                     |                     |                     |                     |                    |                    |  |  |  |  |  |  |  |  |  |  |  |  |
| Isabel II de Jerusalén | Isabel II de Jerusalén   | Isabel II de Jerusalén   | Isabel II de Jerusalén   | Isabel II de Jerusalén   | Isabel II de Jerusalén   |  |  | María de Chipre | María de Chipre | María de Chipre | María de Chipre | María de Chipre    | María de Chipre    |                    |                    | Enrique I de Chipre | Enrique I de Chipre | Enrique I de Chipre | Enrique I de Chipre | Enrique I de Chipre | Enrique I de Chipre |                   |                   | Isabel de Chipre    | Isabel de Chipre  | Isabel de Chipre       | Isabel de Chipre       | Isabel de Chipre       | Isabel de Chipre       |                            |                            |                            |                            |                            |                            |                           |                           |                           |                           |                           |                           | Enrique de Antioquía      | Enrique de Antioquía      | Enrique de Antioquía      | Enrique de Antioquía      | Enrique de Antioquía | Enrique de Antioquía |                     |                     | María de Antioquía  | María de Antioquía  | María de Antioquía  | María de Antioquía  | María de Antioquía | María de Antioquía |  |  |  |  |  |  |  |  |  |  |  |  |
| Isabel II de Jerusalén | Isabel II de Jerusalén   | Isabel II de Jerusalén   | Isabel II de Jerusalén   | Isabel II de Jerusalén   | Isabel II de Jerusalén   |  |  |                 | María de Chipre | María de Chipre | María de Chipre | María de Chipre    | María de Chipre    |                    |                    | Enrique I de Chipre | Enrique I de Chipre | Enrique I de Chipre | Enrique I de Chipre | Enrique I de Chipre | Enrique I de Chipre |                   |                   | Isabel de Chipre    | Isabel de Chipre  | Isabel de Chipre       | Isabel de Chipre       | Isabel de Chipre       | Isabel de Chipre       |                            |                            |                            |                            |                            |                            |                           |                           |                           |                           |                           |                           | Enrique de Antioquía      | Enrique de Antioquía      | Enrique de Antioquía      | Enrique de Antioquía      | Enrique de Antioquía | Enrique de Antioquía |                     |                     | María de Antioquía  | María de Antioquía  | María de Antioquía  | María de Antioquía  | María de Antioquía | María de Antioquía |  |  |  |  |  |  |  |  |  |  |  |  |
| |                          |                          |                          |                          |                          |  |  |                 |                 |                 |                 |                    |                    |                    |                    |                     |                     |                     |                     |                     |                     |                   |                   |                     |                   |                        |                        |                        |                        |                            |                            |                            |                            |                            |                            |                           |                           |                           |                           |                           |                           |                           |                           |                           |                           |                      |                      |                     |                     |                     |                     |                     |                     |                    |                    |  |  |  |  |  |  |  |  |  |  |  |  |
| |                          |                          |                          |                          |                          |  |  |                 |                 |                 |                 |                    |                    |                    |                    |                     |                     |                     |                     |                     |                     |                   |                   |                     |                   |                        |                        |                        |                        |                            |                            |                            |                            |                            |                            |                           |                           |                           |                           |                           |                           |                           |                           |                           |                           |                      |                      |                     |                     |                     |                     |                     |                     |                    |                    |  |  |  |  |  |  |  |  |  |  |  |  |
| |                          |                          |                          |                          |                          |  |  |                 |                 |                 |                 |                    |                    |                    |                    |                     |                     |                     |                     |                     |                     |                   |                   |                     |                   | Plasencia de Antioquía | Plasencia de Antioquía | Plasencia de Antioquía | Plasencia de Antioquía | Plasencia de Antioquía     | Plasencia de Antioquía     |                            |                            | Bohemundo VI de Antioquía  | Bohemundo VI de Antioquía  | Bohemundo VI de Antioquía | Bohemundo VI de Antioquía | Bohemundo VI de Antioquía | Bohemundo VI de Antioquía |                           |                           |                           |                           |                           |                           |                      |                      |                     |                     |                     |                     |                     |                     |                    |                    |  |  |  |  |  |  |  |  |  |  |  |  |
| |                          |                          |                          |                          |                          |  |  |                 |                 |                 |                 |                    |                    |                    |                    |                     |                     |                     |                     |                     |                     |                   |                   |                     |                   | Plasencia de Antioquía | Plasencia de Antioquía | Plasencia de Antioquía | Plasencia de Antioquía | Plasencia de Antioquía     | Plasencia de Antioquía     |                            |                            | Bohemundo VI de Antioquía  | Bohemundo VI de Antioquía  | Bohemundo VI de Antioquía | Bohemundo VI de Antioquía | Bohemundo VI de Antioquía | Bohemundo VI de Antioquía |                           |                           |                           |                           |                           |                           |                      |                      |                     |                     |                     |                     |                     |                     |                    |                    |  |  |  |  |  |  |  |  |  |  |  |  |
| Conrado II de Jerusalén | Conrado II de Jerusalén  | Conrado II de Jerusalén  | Conrado II de Jerusalén  | Conrado II de Jerusalén  | Conrado II de Jerusalén  |  |  | Hugo de Brienne | Hugo de Brienne | Hugo de Brienne | Hugo de Brienne | Hugo de Brienne    | Hugo de Brienne    |                    |                    |                     |                     |                     |                     |                     |                     | Hugo II de Chipre | Hugo II de Chipre | Hugo II de Chipre   | Hugo II de Chipre | Hugo II de Chipre      | Hugo II de Chipre      |                        |                        |                            |                            |                            |                            |                            |                            |                           |                           | Hugo III de Chipre        | Hugo III de Chipre        | Hugo III de Chipre        | Hugo III de Chipre        | Hugo III de Chipre        | Hugo III de Chipre        |                           |                           |                      |                      |                     |                     |                     |                     |                     |                     |                    |                    |  |  |  |  |  |  |  |  |  |  |  |  |
| Conrado II de Jerusalén | Conrado II de Jerusalén  | Conrado II de Jerusalén  | Conrado II de Jerusalén  | Conrado II de Jerusalén  | Conrado II de Jerusalén  |  |  | Hugo de Brienne | Hugo de Brienne | Hugo de Brienne | Hugo de Brienne | Hugo de Brienne    | Hugo de Brienne    |                    |                    |                     |                     |                     |                     |                     |                     | Hugo II de Chipre | Hugo II de Chipre | Hugo II de Chipre   | Hugo II de Chipre | Hugo II de Chipre      | Hugo II de Chipre      |                        |                        |                            |                            |                            |                            |                            |                            |                           |                           | Hugo III de Chipre        | Hugo III de Chipre        | Hugo III de Chipre        | Hugo III de Chipre        | Hugo III de Chipre        | Hugo III de Chipre        |                           |                           |                      |                      |                     |                     |                     |                     |                     |                     |                    |                    |  |  |  |  |  |  |  |  |  |  |  |  |
| |                          |                          |                          |                          |                          |  |  |                 |                 |                 |                 |                    |                    |                    |                    |                     |                     |                     |                     |                     |                     |                   |                   |                     |                   |                        |                        |                        |                        |                            |                            |                            |                            |                            |                            |                           |                           |                           |                           |                           |                           |                           |                           |                           |                           |                      |                      |                     |                     |                     |                     |                     |                     |                    |                    |  |  |  |  |  |  |  |  |  |  |  |  |
| Conrado III de Jerusalén | Conrado III de Jerusalén | Conrado III de Jerusalén | Conrado III de Jerusalén | Conrado III de Jerusalén | Conrado III de Jerusalén |  |  |                 |                 |                 |                 |                    |                    |                    |                    |                     |                     |                     |                     |                     |                     |                   |                   |                     |                   |                        |                        |                        |                        | Bohemundo VII de Antioquía | Bohemundo VII de Antioquía | Bohemundo VII de Antioquía | Bohemundo VII de Antioquía | Bohemundo VII de Antioquía | Bohemundo VII de Antioquía |                           |                           | Lucía de Trípoli          | Lucía de Trípoli          | Lucía de Trípoli          | Lucía de Trípoli          | Lucía de Trípoli          | Lucía de Trípoli          |                           |                           |                      |                      |                     |                     |                     |                     |                     |                     |                    |                    |  |  |  |  |  |  |  |  |  |  |  |  |

La madre de Hugo de Antioquía, Isabel, era tía del joven rey Hugo II de Chipre y su pariente más cercano de sangre real. La madre del rey, Plasencia de Antioquía, gobernó en su nombre como regente hasta su muerte en 1261. Isabel asumió entonces la regencia como heredera presuntiva de Hugo II. Luego cedió la regencia a su hijo, quien demostró ser un gobernante capaz. Como Hugo II también era el presunto heredero del rey Conrado III de Jerusalén, quien vivía en Europa, tenía derecho a gobernar el Reino de Jerusalén como regente, pero como era menor de edad, esa regencia debía ser ejercida por sus familiares, e Isabel aceptó ese papel en 1263.
Isabel murió en 1264 y surgió una disputa entre Hugo de Brienne y Hugo de Antioquía. El primero afirmó que ahora debería ejercer la regencia en Jerusalén porque su madre era mayor que la de Hugo de Antioquía. Pero, como regente de Chipre, Hugo de Antioquía podía contribuir más militarmente al menguante reino continental, y estaba mejor conectado, ya que era primo hermano del príncipe Bohemundo VI de Antioquía, además de emparentar con la poderosa familia Ibelín. La Alta Corte de Jerusalén dictaminó que, dado que los contendientes eran parientes cercanos del joven rey, el mayor de ellos debería tener prioridad, y ese era Hugo de Antioquía. Ser elegido como regente marcó efectivamente a Hugo de Antioquía como el presunto heredero de Hugo II.
Como regente, Hugo consideró su deber defender los Estados cruzados. Fue el primer gobernante de Chipre en más de una década en desplegar el ejército chipriota en defensa del Reino de Jerusalén. Su ejército, sin embargo, llegó demasiado tarde para evitar que el gobernante mameluco de Egipto, Baibars, conquistara Cesarea Marítima, Arsuf, Haifa, Safed, Torón y Chastel Neuf. Hugo probablemente se centró en reforzar la defensa de Acre, la única ciudad real que quedaba en el continente.

## Reinado

### Ascenso al trono

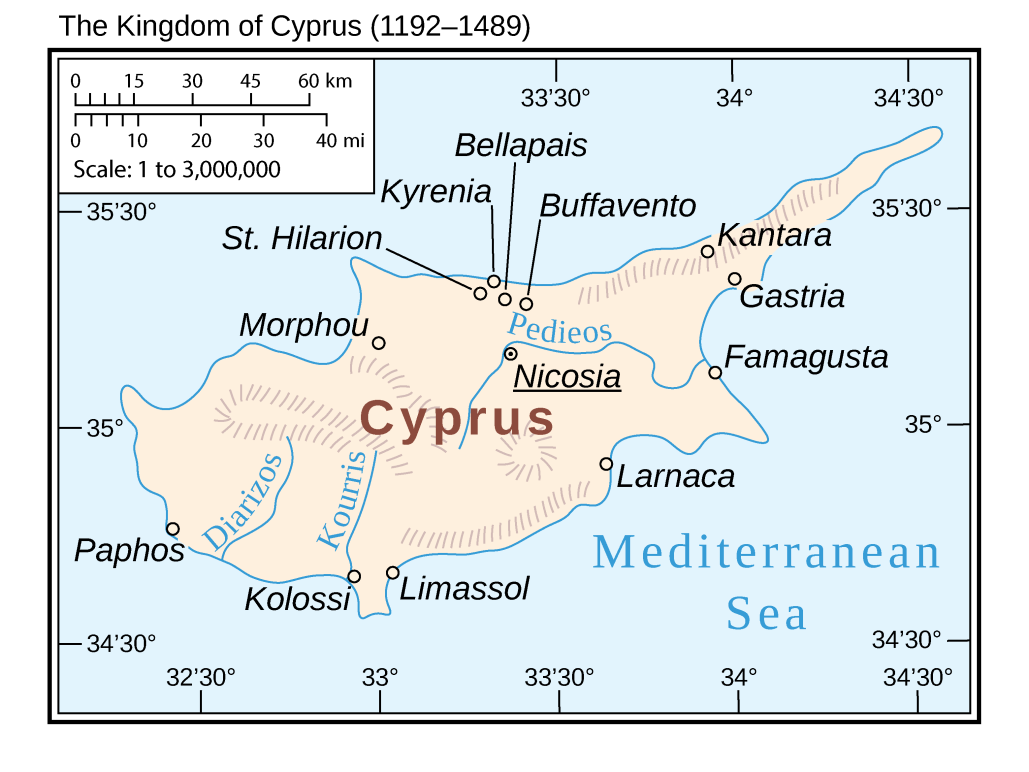
El Reino de Chipre con sus ciudades.

El rey Hugo II de catorce años murió en diciembre de 1267, sin haber alcanzado la mayoría de edad, y fue debidamente sucedido como rey de Chipre por Hugo de Antioquía (Hugo III). La coronación de este último tuvo lugar en la catedral de Santa Sofía en Nicosia el 25 de diciembre de 1267. En mayo de 1268, el nuevo rey zarpó hacia Acre para ser reconocido como regente formal, y por lo tanto presunto heredero, de Conrado III de Jerusalén. La Alta Corte estaba dispuesta a aceptarlo, pero le sorprendió que su tía María de Antioquía impugnara su reclamo. Insistió en que tenía más derecho a reclamar la regencia debido a que era un pariente más cercano de Conrado; mientras que Hugo era bisnieto de su antepasado común, la reina Isabel de Jerusalén, María era la nieta de esta. El caso de su tía era legalmente más sólido y, a diferencia de Hugo, había venido preparada. Sin embargo, este era una opción más deseable, ya que era un hombre, con experiencia de gobierno y con tropas a disposición. A principios de 1268, Baibars había conquistado Jaffa, Beaufort y Antioquía, lo que llevó a la Alta Corte a fallar a su favor.
El 29 de octubre de 1268, Conrado fue ejecutado en Nápoles por orden de Carlos de Anjou, quien había conquistado el Reino de Sicilia, dominio del primero. Así, Hugo también se convirtió en rey de Jerusalén. En lugar de designar un bailío para gobernar su nuevo reino en su nombre, dividió su tiempo entre Chipre y Acre. Por primera vez desde la década de 1220, el reino continental tenía un monarca residente.

### Política
Los barones del Reino de Jerusalén se habían independizado de la autoridad real durante los mandatos de los monarcas ausentes. Hugo intentó mejorar el sistema de gobierno e introdujo un consejo interno y el uso de un sello privado, ambos probablemente importados de Chipre. Los regentes habían cedido gran parte del dominio real, pero tales concesiones eran legalmente endebles y se volvieron inválidas con la adhesión de Hugo. Los casos más notables fueron las concesiones de los señoríos de Arsuf a los caballeros hospitalarios, Sidón a los caballeros templarios y Tiro a Felipe de Montfort. Hugo se negó a aceptar esto como un hecho consumado, pero estaba dispuesto a comprometerse para encontrar soluciones. Su política se centró en fomentar las relaciones estrechas con la familia Montfort. Con Felipe llegó a un acuerdo en el que se estipulaba que la hermana del rey, Margarita, se casaría con el hijo de este, Juan, a quien Felipe cedería Tiro, y que Hugo concedería como feudo a Juan y sus descendientes con Margarita. El acuerdo permitió que Hugo fuera coronado, a pesar de las protestas de María, el 24 de septiembre de 1269 por el obispo de Lidda en la catedral de Tiro, donde los reyes y reinas habían sido coronados desde la pérdida de la ciudad de Jerusalén en 1187.

El Reino de Chipre en el momento de la novena cruzada del príncipe Eduardo de Inglaterra.

En junio de 1271, Acre quedó expuesta cuando Baibars conquistó el castillo de Montfort al noreste. De inmediato hizo un intento fallido de atacar Chipre. En ese momento, el príncipe inglés Eduardo llevó un pequeño ejército de unos mil hombres en una cruzada hacia el Oriente latino y llegó a Acre el 9 de mayo de 1271, pero pronto se desilusionó por la falta de cooperación de los cristianos locales. El fallido ataque de Baibars a Chipre había perturbado a los caballeros locales, quienes rechazaron la convocatoria de Hugo para servir en el continente. Argumentaron que el rey no podía esperar que lucharan por este fuera de la isla. Eduardo fue llamado a arbitrar. Su desobediencia fue humillante para Hugo, aunque decidió que se podía ordenar a los caballeros que sirvieran en el extranjero durante cuatro meses cada año si los dirigía el rey o su hijo. Eduardo ayudó a Hugo a asaltar el territorio de Baibars, ya principios de 1272 se aseguró una tregua, después de la cual Acre permaneció en paz hasta 1291. Eduardo partió el 16 de junio de 1272.
El único feudo laico en el continente aparte de Tiro era Beirut, en poder de Isabel de Ibelín. Su esposo, Hamo Lestrange, desconfiaba del rey Hugo y la puso a ella y a su feudo bajo la protección de Baibars en su lecho de muerte en 1273. Como vasalla, Isabel estaba legalmente obligada a casarse con uno de los tres candidatos que le presentó el rey. Deseando atraer a un caballero capaz a Oriente ofreciéndole su mano en matrimonio, Hugo llevó a Isabel a Chipre. Baibars exigió que la devolvieran a Beirut y, como la Alta Corte no ofreció apoyo, Hugo cedió. El rey no retomó el control de Beirut hasta mucho después de la muerte de Baibars. A pesar de algunos éxitos, al final a Hugo le resultó imposible ser más que «rey de Acre», como lo llamaban los escritores musulmanes.
Bohemundo VI, el último príncipe de Antioquía, murió en 1275 y dejó dos hijos, Bohemundo VII y Lucía. El primero heredó el Condado de Trípoli de su padre, pero era menor de edad. El rey Hugo llegó a Trípoli para reclamar la regencia por ser el vástago adulto más cercano de la familia gobernante. La madre del heredero, Sibila de Armenia, ya se había establecido como regente debido a que  era su derecho según las costumbres locales. Hugo no encontró apoyo en Trípoli. Solo obtuvo una victoria diplomática menor cuando negoció con Baibars una tregua que cubría Latakia, lo que preservó el último remanente del Principado de Antioquía.

### Oposición baronial
Hugo logró enmendar las brechas entre sus vasallos laicos, los Ibelín y los Montfort, pero los comerciantes de Venecia y Génova eran irreconciliables. Los venecianos en particular se sintieron agraviados por su trato preferencial hacia los genoveses. Los templarios y los caballeros teutónicos se opusieron a su propio acercamiento con Felipe de Montfort, mientras que la comuna de Acre resintió la renovada participación real en sus asuntos y el favor mostrado a Tiro. Aunque no le agradaba, el gran maestre de los templarios, Tomás Bérard, nunca desafió abiertamente a Hugo, pero Guillermo de Beaujeu, elegido para suceder a Tomás Bérard en 1273, se mostró decidido a socavar al rey.
Sin embargo, el principal problema de Hugo fue la persistencia de su tía María en reclamar el trono de Jerusalén. Hugo envió procuradores para responder a su llamado a la Santa Sede en 1273, pero ella ya estaba contemplando la venta de su reclamo a Carlos de Anjou, cuya ambición de dominar el Mediterráneo Hugo había temido desde 1269. Carlos contó con el apoyo de Guillermo de Beaujeu, su pariente. Como gobernante de Sicilia y hermano del célebre rey cruzado Luis IX de Francia, rivalizó con lo que Hugo podía ofrecer militar y diplomáticamente. Carlos también fue personalmente hostil a Hugo, alentando las reclamaciones de María sobre Jerusalén y las de Hugo de Brienne sobre Chipre.
Indignado por la oposición que enfrentó, Hugo empacó repentinamente sus pertenencias y dejó Acre definitivamente en octubre de 1276. Lo que más enfado al rey fue la compra de un pueblo cerca de Acre por los templarios, quienes deliberadamente no buscaron su aprobación e ignoraron sus quejas. Los templarios y los venecianos se alegraron de verlo partir, pero la decisión sorprendió a los hospitalarios, a los caballeros teutónicos y al patriarca latino de Jerusalén, Tomás de Lentino. Enviaron delegados a Tiro, donde el rey se había retirado con la intención de navegar a Chipre, rogándole que al menos nombrara un bailío. Fue necesaria la intercesión de su cuñado Juan de Montfort para que el rey enojado nombrara un administrador, Balián de Ibelín. El monarca Hugo se embarcó de inmediato y se dirigió a Chipre, desde donde justificó su acción al papa Juan XXI.

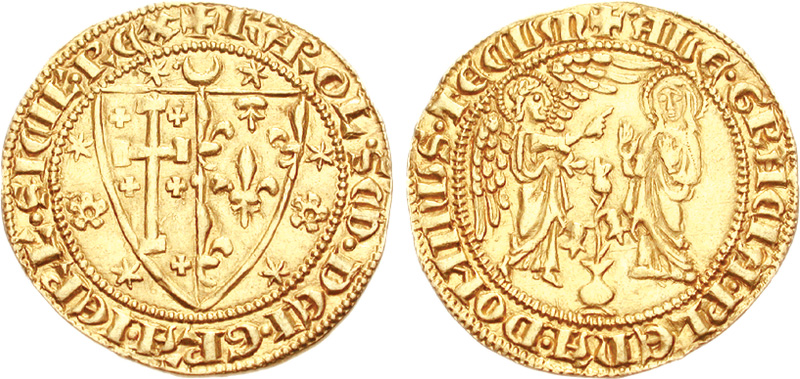
Moneda de 1285 que describe a Carlos como rey de Jerusalén y Sicilia.

La venta del reclamo de María a Carlos concluyó, con la aprobación papal, en marzo de 1277. En pocas semanas, el representante de Carlos, Roger de San Severino, llegó a Acre para reclamar el gobierno, sin enfrentarse a la oposición de Hugo. Roger proclamó a Carlos rey de Jerusalén y exigió que los barones le rindieran homenaje como bailío de Carlos. Para preservar un sentido de legalidad, los barones le pidieron dos veces a Hugo que los absolviera del juramento de lealtad que le habían hecho, pero se negó a responder. Los poseedores de los señoríos más importantes, Juan de Tiro e Isabel de Beirut, continuaron reconociendo a Hugo como su rey legítimo.

### Luchas por Acre

La ciudad medieval de San Juan de Acre.

Hugo intentó dos veces restaurar su autoridad sobre Acre, pero finalmente no tuvo éxito. En 1279 trajo un gran ejército chipriota a Tiro y ganó el apoyo de Juan de Montfort, pero el intento fue frustrado por Guillermo de Beaujeu, quien aseguró la lealtad de Acre a Roger de San Severino. Al regresar a Chipre, se apoderó de las propiedades de los templarios y destruyó sus fortificaciones en represalia. Estos se quejaron con el papa, quien le pidió a Hugo que restaurara sus propiedades, pero este se negó. Aunque restringido desde 1277 en su capacidad para apoyar al continente contra los mamelucos, Hugo pudo haber planeado ayudar a los mongoles en su intento de invasión del Levante dominado por los mamelucos.
En 1282 se vio la retirada de Roger de San Severino debido a un importante levantamiento en Sicilia contra Carlos, así como la muerte de Isabel de Beirut y el consiguiente paso de su señorío a su hermana, Eschiva, cuyo marido, Hunfredo de Montfort, era un amigo cercano de Hugo. Animado así a volver a intentar recuperar Acre, Hugo zarpó de Chipre a finales de julio de 1283 con sus hijos Enrique y Bohemundo. En lugar de aterrizar en Acre, Hugo fue trasladado a Beirut, donde fue recibido el 1 de agosto. Mientras su ejército marchaba hacia Tiro, fueron emboscados por asaltantes musulmanes, probablemente por instigación de los templarios. Hugo llegó a Tiro por mar, encontrándose con malos presagios: su estandarte cayó al mar y la cruz que llevaba el clero reunido rompió accidentalmente el cráneo de su médico de la corte judía. Hugo esperó en vano a que le dieran la bienvenida en Acre. El nuevo bailío de Carlos en Acre, Odón Poilechien, acababa de concluir una tregua con los mamelucos, y Hugo pudo haber temido su intervención si atacaba.
El rey perdió a su hijo más prometedor, Bohemundo, el 3 de noviembre de 1283. Un golpe todavía más grave fue la muerte de su amigo y cuñado, Juan de Montfort. Los chipriotas lo abandonaron después de que expirara el período acordado de cuatro meses, pero Hugo permaneció en Tiro, donde murió el 24 de marzo de 1284, y en consecuencia, fue sucedido por su hijo mayor, Juan I, quien murió al año siguiente y fue seguido por otro hijo, Enrique II.

## Descendencia
Con su esposa, Isabel de Ibelín, Hugo tuvo once hijos:
- Juan I (fallecido en 1285), que sucedió a Hugo III como rey;[10]
- Bohemundo (fallecido en 1283);[62]
- Enrique II (fallecido en 1324), quien sucedió a Juan I como rey;[64][21]
- Amalarico (fallecido en 1310), quien desplazó a Enrique II como gobernante efectivo de Chipre;[65]
- Emerico  (fallecido en 1316), quien gobernó brevemente en sucesión a Amalarico;[11]
- Guido, cuyo hijo, Hugo IV, sucedió a Enrique II;[66]
- María (fallecida en 1322), que se casó con el rey Jaime II de Aragón;[67]
- Margarita (fallecida en 1296), que se casó con el rey Teodoro III de Armenia;[68]
- Alicia, que se casó con Balián de Ibelín, príncipe titular de Galilea y Belén, hijo de Felipe de Ibelín;[11]
- Helvis;[11]
- Isabel.[11]

## Evaluación
Hugo, debido a sus poderes limitados y su incapacidad para utilizar las fuerzas chipriotas, nunca pudo corregir la situación en el Reino de Jerusalén. Los obstáculos que encontró en Acre y su expulsión demuestran el deseo de los latinos de deshacerse de un gobernante más engorroso que útil e incapaz de proporcionar una respuesta duradera a la amenaza mameluca. La oposición de parte de la nobleza de Acre y las órdenes militares puso fin, prematuramente, a su reinado efectivo sobre el Oriente latino. Sin embargo, no renunció al Reino de Jerusalén e hizo varios intentos por recuperar el poder, sin éxito. Su escasa fuerza no fue suficiente para perturbar a los caballeros templarios que lo mantenían a raya. Después de su muerte, su hijo Enrique II logró negociar con Guillermo de Beaujeu el regreso de la Casa de Lusignan a Acre. La debilidad del poder de la dinastía chipriota volvió a debilitar el Oriente latino y, unos años más tarde, en 1291, la ciudad de San Juan de Acre fue definitivamente conquistada por los mamelucos.